# Maya Yoshida
Maya Yoshida (født 24. august 1988) er en japansk fodboldspiller.

## Japans fodboldlandshold
| Japans landshold | Japans landshold | Japans landshold |
| År               | Kmp              | Mål              |
| ---------------- | ---------------- | ---------------- |
| 2010             | 1                | 0                |
| 2011             | 12               | 2                |
| 2012             | 9                | 0                |
| 2013             | 15               | 0                |
| 2014             | 11               | 1                |
| 2015             |                  |                  |
| Total            | 48               | 3                |